# نيكولاس براون
نيكولاس براون (بالإنجليزية: Nicholas Braun)‏ هو ممثل أمريكي بدأ مسيرته الفنية عام 2001، من مواليد 1 مايو 1988 في نيويورك، الولايات المتحدة.

## الأعمال

### أفلام
| السنة | العنوان              | الدور          |
| ----- | -------------------- | -------------- |
| 2005  | سكاي هاي             | زاك / زاك اتاك |
| 2012  | المراقبة             | جيسون          |
| 2012  | مزايا أن تكون خجولا  | هورس تيل ديريك |
| 2015  | تجربة سجن ستانفورد   | كارل فاندي     |
| 2015  | أرواح شريرة          | بويد           |
| 2015  | بالوعة المطبخ        | داغ باركر      |
| 2016  | كيف تكون عازبا       | جوش            |
| 2016  | ويسكي تانغو فوكستروت | بريان تال      |
| 2020  | زولا                 | ديريك          |
| 2025  | سبليتسفيل            | مات العقلي     |

## روابط خارجية
- نيكولاس براون على موقع IMDb (الإنجليزية)
- نيكولاس براون على موقع روتن توميتوز (الإنجليزية)
- نيكولاس براون على موقع ألو سيني (الفرنسية)
- نيكولاس براون على موقع ميوزك برينز (الإنجليزية)
- نيكولاس براون على موقع أول موفي (الإنجليزية)
- نيكولاس براون على موقع قاعدة بيانات الأفلام السويدية (السويدية)
- نيكولاس براون على موقع قاعدة بيانات الفيلم (الإنجليزية)
- نيكولاس براون على موقع ليتربوكسد (الإنجليزية)
- نيكولاس براون على موقع كينوبويسك (الروسية)